# Laurent Feuillet
Laurent François Feuillet (21. listopadu 1770 Paříž – 5. prosince 1843 tamže) byl francouzský knihovník a spisovatel.

## Životopis
Narodil se v rodině Jeana Baptisty Feuilleta, francouzského sochaře a ředitele výtvarné Akademie svatého Lukáše, a jeho manželky Marie Baptiste Pineauové, vnučky Nicolase Pineaua, dvorního sochaře ruského cara Petra Velikého.
Pracoval jako jeden z knihovníků Institutu de France. Roku 1823 byl povýšen na hlavního knihovníka. Členem Académie des sciences morales et politiques byl jmenován na základě svého celoživotního badatelského díla roku 1833.
Ve svých pracích se zabýval nejdříve metodikou vyučování (1801). Stěžejním dílem jsou pětisvazkové dějiny uměleckých památek od římské antiky po středověk. 

## Dílo
- Mémoire couronné par l'Institut national, sur cette question : L'Émulation est-elle un bon moyen d'éducation? (1801)
- Histoire de l'art par les monumens depuis sa décadence au IVe siècle jusqu'à son renouvellement au XIVe, spolu s J.B. Sérouxem d'Agincourtem (6 svazků, 1823)

### Překlady
- Les Antiquités d'Athènes(Starověké památky Atén), překlad anglického kompendia "The Antiquities of Athens and Other Monuments of Greece Jamese Stuarta a Nicholase Revetta, (4 svazky, 1808-1822)
- Les Amours de Psyché et de Cupidon (O lásce Psyché a Amora), překlad části latinského spisu Zlatý osel od Lucia Apuleia (1809)